# Граховац, Дукица
Дукица Граховац (сербохорв. Дукица Граховац / Dukica Grahovac; 7 февраля 1898, Лукавац — 2 мая 1942, Изгори) — югославский крестьянин, партизан времён Народно-освободительной войны Югославии, Народный герой Югославии.

## Биография
Родился 7 февраля 1898 в Лукаваце у Невесине в крестьянской семье среднего достатка. Окончил начальную школу в Невесине, занимался земледелием. До начала Второй мировой войны воспитал пятерых детей, жил уединённо, но симпатизировал коммунистам. После капитуляции Югославии раздобыл оружие и отправился защищать своё село и помогать партизанам. Угрозы усташей гражданскому населению в апреле—мае и первые преступления в начале июня 1941 года только усилили подготовку антифашистов к выступлениям в Герцеговине. Граховац вступил в партизанский отряд в июне 1941 года, в ночь с 23 на 24 июня его отряд разгромил станцию жандармерии в Лукаваце, а самого Лукицу избрали командиром роты. Во главе своих бойцов он следующей ночью атаковал Невесине, где был вражеский гарнизон, а 3 июля на Трусине разбил усташско-домобранские силы, ликвидировав печально известного живодёра Мийо Бабича, которого Павелич направил на подавление восстания в Герцеговине.
После раскола народно-освободительного движения на партизан Тито и четников Дукица вынужден был вести борьбу и против четников: его заслуга в борьбе с вражеской пропагандой считалась руководством партизан неоценимой, что позволило временно изолировать монархистов. В сентябре 1941 года он стал командиром 1-го батальона «Невесиньска пушка» (серб. Невесињска пушка), в конце января 1942 года возглавил оперативный сектор Невесине—Гацко, с начала апреля — командир Северногерцеговинского партизанского отряда. С осени 1941 года по весну 1942 года батальон успешно боролся против итальянцев, усташей и четников в Гацком районе. В конце марта — начале апреля 1942 года Граховац занимался военно-политической подготовкой бойцов в преддверии штурма Борача.
Штурм состоялся 17 апреля 1942, в ходе боя Дукица был заместителем командира Штаба подразделений южного сектора. Дукица шёл в первых рядах и был тяжело ранен. Борач был взят, а раненого Дукицу доставили сначала в Хаджичи, а затем в Изгори. Но 2 мая 1942 Дукица Граховац умер от потери крови.
Указом Президиума Антифашистского вече народного освобождения Югославии от 26 июля 1945 посмертно награждён орденом и званием Народного героя Югославии.